# Бекасов, Александр Петрович
Александр Петрович Бекасов (16 октября 1913 — 10 июля 2003) — советский и российский журналист. Заслуженный работник культуры РСФСР. Главный редактор калужской газеты «Знамя» (1958—1985). Участник Великой Отечественной войны.

## Биография
Александр Бекасов родился 16 октября 1913 года в селе Аверьяновка в современной Самарской области в крестьянской семье. Окончил педагогический техникум, с 1932 по 1936 год преподавал в сельских школах.
Участник Великой Отечественной войны, гвардии майор.
С 1957 года жил и работал в Калуге. В 1959 году стал первым председателем Калужского областного отделения Союза журналистов СССР.
В течение 27 лет, с 1958 до октября 1985 года, главный редактор газеты «Знамя». Под его руководством особое внимание уделялось письмам читателей, на основании которых готовились журналистские материалы «с места событий». В рубрике «Литературные страницы» публиковались: Булат Окуджава, Александр Николаевич Авдонин, Валентин Алексеевич Волков, Алексей Петрович Золотин, Анатолий Николаевич Кухтинов, Рудольф Васильевич Панфёров, Николай Васильевич Панченко, Сергей Фёдорович Питиримов. Тираж газеты достигает максимального в её истории — 90 тысяч экземпляров.

## Награды
- Орден Красной Звезды (1944)
- Орден Красного Знамени (1944)
- Орден Отечественной войны II степени (1945)
- Заслуженный работник культуры РСФСР